# Le Pélican (film, 1974)
Pour plus de détails, voir Fiche technique et Distribution.
Le Pélican est un film français réalisé par Gérard Blain et sorti en 1974.

## Synopsis
Paul, un jazzman, a été condamné à dix ans de prison pour s’être compromis dans une affaire de faux billets dans le but d’apporter plus de bien-être à sa famille. À sa sortie de prison, il n’a qu’une idée, revoir son jeune fils Marc. Mais son ex-femme est remariée à un homme d’affaires qui lui refuse toute visite. Paul ne trouve qu’une seule solution pour approcher son fils : l’enlever…

## Fiche technique
- Titre original : Le Pélican
- Réalisation : Gérard Blain
- Scénario : Gérard Blain
- Dialogues : Gérard Blain, André de Baecque, Marie-Hélène Bauret
- Décors : Nicole Rachline
- Photographie : Daniel Gaudry
- Son : Raymond Saint-Martin
- Montage : Marie-Aimée Debril
- Musique : Jean-Pierre Sabard
- Chanson : Qu’elle est jolie la vie, paroles de Jean Schmitt et musique de Jean-Pierre Sabard, interprétée par Christine Lebail
- Pays d'origine :  France
- Langue de tournage : français
- Année de tournage : 1973
- Producteur : Vincent Malle
- Sociétés de production : Cinépol (France), ORTF, Vincent Malle Productions (France)
- Sociétés de distribution : Compagnie Française de Distribution Cinématographique, Noblesse Oblige Distribution (France)
- Format : couleur par Eastmancolor — 35 mm — son monophonique
- Genre : drame
- Durée : 90 minutes
- Date de sortie :  6 février 1974
- (fr) Mentions CNC : tous publics, Art et Essai (visa d'exploitation no 40053 délivré le 10 octobre 1973)

## Distribution
- Gérard Blain : Paul
- Dominique Ravix : Isabelle
- Daniel Sarky : Cazenave
- César Chauveau : Marc à dix ans
- Régis Blain : Marc à deux ans

## Distinction
- Berlinale 1974 : sélection officielle en compétition.